# Павелково (Минская область)
Павелко́во (бел. Павялкова) — деревня в составе Фанипольского сельсовета Дзержинского района Минской области Беларуси. Деревня расположена в 16 километрах от Дзержинска, 17 километрах от Минска и 3-х километрах от железнодорожной станции Фаниполь.